# Chain Reaction (Stargate SG-1)
Chain Reaction (Reacción en Cadena) es el décimo quinto episodio de la cuarta temporada de la serie de televisión de ciencia ficción Stargate SG-1, y el octogésimo primer capítulo de toda la serie. 

## Trama
El SGC recibe una transmisión del SG-1; se encuentran bajo ataque. Hammond ordena entonces abrir el Iris, pero los disparos de armas Jaffa empiezan a pasar, lo que obliga al cierre de la sala del portal, mientras el ataque continúa, y el SG-1 no llega. Afortunadamente, el equipo logra pasar antes de que Hammond ordene cerrar el Iris.
Más adelante en la reunión, O'Neill agradece a Hammond por esperarlos, a lo que él le responde, con voz grave, que de haber seguido el procedimiento del SGC, ellos estarían muertos. Hammond entonces anuncia que ha decidido retirarse. Jack intenta convencerlo de que no lo haga, pero no tiene éxito. Antes de irse Hammond se despide de todo el SG-1.
Pronto, llega el nuevo comandante del SGC, el General Baüer, que rápidamente desmantela al SG-1. Pone a Teal’c en el SG-3, a Daniel en un escritorio, y a Carter supervisando el desarrollo de una nueva bomba realzada con Naquadah. O'Neill después de quejarse por todo esto, toma unas vacaciones y va a visitar al General Hammond, para, después de mucho insistirle, lograr que Hammond le confiese que el NID lo forzó a retirarse amenazando a sus nietas.
En el SGC, mientras tanto, Teal'c dirige una fuerza de ataque a un mundo Goa’uld para obtener Naquadah refinado, para la nueva bomba desarrollada por Carter. Logran el objetivo, pero pierden a un miembro del equipo. No obstante Baüer hace caso omiso de esta pérdida.
Por otro lado, O'Neill decide visitar al excoronel Harry Maybourne, en prisión. Hacen un trato: a cambio de liberarlo, Maybourne le dará la información necesaria para chantajear al NID. Fuera de prisión, Maybourne lleva a Jack a un viejo departamento, para intentar sacar la información que buscan de una computadora. Sin embargo, Harry descubre que han cambiado todos los códigos de acceso, además de que pronto llega gente vestida de negro y armada, al lugar. Jack y Harry entonces huyen.
En la base, en tanto, Carter descubre que el planeta elegido para probar la nueva bomba, contiene vida. La bomba es enviada de todas formas, junto con un MALP que enviara los datos de la prueba. Por su parte Daniel descubre que existe una vieja mina Goa'uld de Naquadah en ese mundo, y que posiblemente aun quede algo de ese mineral. A pesar de esto, Baüer continúa con la operación. Carter entonces comprende que él sabía de eso, y que el Naquadah en ese mundo amplificara la explosión. Esa fue la razón por la que fue escogido; muchas fortalezas Goa'uld están construidas de Naquadah, y se puede utilizar esto como una ventaja. Sin embargo, Carter cree que la explosión puede consumir el planeta entero y llegar hasta la Tierra por el Portal. Baüer dice que si esto sucede el Portal será destruido y la Tierra no sufrirá los efectos de la bomba.
Entretanto, O'Neill y Maybourne para conseguir lo que necesitan, van a la casa del Senador Kinsey, quien está oficiando una fiesta en ese momento. Logran que los lleve a su oficina, y allí Maybourne comienza a buscar la información.
En el SGC, la bomba es activada. Tal como lo supuso Carter, ésta inicia una reacción en cadena que destruye el MALP, el planeta, pero no el Portal. La energía de la explosión mantiene abierto el Agujero de gusano, mientras una mortal radiación llega al SGC, a pesar de que el iris se halla cerrado. Carter entonces impulsa al atónito Baüer a que evacue la base, mientras van a la sala de control del nivel 17, donde ella dice que el Portal tal vez se cierre cuando llegue a los 38 minutos de actividad. Si esto no ocurre, la radiación derretirá el iris, y aunque destruyan la base, la Puerta Estelar posiblemente sobrevivirá, alimentado por la energía de la explosión quizás hasta por meses, y ni siquiera estar enterrado bajo una montaña parara la radiación.
En la casa de Kinsey, Maybourne, después de obtener la contraseña (OSCAR, el perro de Kinsey) consigue acceder a los archivos del NID que ligan a Kinsey con las acciones ilegales de esta organización, incluido el chantaje a Hammond. A cambio de no dar la información a la prensa, O'Neill le exige a Kinsey reinstalar a Hammond en el SGC. Desafortunadamente, hombres del NID llegan a la casa y la rodean. Mientras los invitados estén presentes, nadie podrá entrar o salir, por lo que Jack y Harry estar atorados.
Se cumplen 38 minutos en el SGC, y la puerta sigue abierta. Baüer ordena entonces salir a la superficie. El equipo lo sigue, pero Teal'c se queda unos momentos. A los 38 minutos y 34.12 segundos el portal se desactiva.
Mientras en la casa del Senador Kinsey, éste junto con O'Neill y Maybourne salen. Afuera no solo los esperan el NID, sino también la prensa. Mientras Kinsey habla con los periodistas sobre sus aspiraciones presidenciales, Jack y Harry aprovechan esto para escapar.
Más adelante en el SGC, Hammond es reinstalado como Comandante. Él le da las gracias a O’Neill por lo que hizo, y le pregunta cómo puede recompensarlo. Repentinamente, O'Neill recibe una llamada telefónica de Maybourne, quien dice que uso la evidencia incriminatoria para ser transferido a una prisión en una isla tropical. Después de colgar el teléfono, O'Neill le pide a Hammond que un día, él quisiera que el General “redima su alma”.

## Artistas invitados
- Lawrence Dane como el General Bauer.
- Gary Jones  como Walter Harriman.
- Dan Shea como el Sargento Siler.
- Tom McBeath como el Excoronel Harry Maybourne.
- Ronny Cox como el Senador Robert Kinsey.
- Patti Allen como la Sra. Kinsey.